# Olénivka (Górlivka)
Olénivka (en ucraniano: Оленівка, en ruso: Оленовка, romanizado: Olénovka) es un asentamiento urbano ucraniano perteneciente al óblast de Donetsk. Situado en el este del país, es parte del raión de Jórlivka y del municipio (hromada) de Bulavinske. Sin embargo, según el sistema administrativo ruso que ocupa y controla la región, Olénivka pertenece al raión de Artemivsk.
El asentamiento se encuentra ocupado por Rusia desde la guerra del Dombás, siendo administrado como parte de la de facto República Popular de Donetsk.

## Geografía
Olénivka está a orillas del río Bulavina, 42 km al sureste de Bajmut y 43 km al noreste de Donetsk.

## Historia
Hasta el 11 de diciembre de 2014 fue miembro del municipio de Yenákiyeve.
Olénivka estuvo brevemente ocupada por los separatistas durante la guerra del Dombás en el verano de 2014, pero el ejército ucraniano volvió a controlarla. Desde febrero de 2015, después del final de la batalla de Debáltseve, el lugar ha estado bajo el control de los separatistas prorrusos de la República Popular de Donetsk.
En la invasión rusa de Ucrania de 2022, las fuerzas rusas llevaron a cabo un "filtrado" de personas de la ocupada Mariúpol en el asentamiento. Todos los familiares de los militares ucranianos de las Fuerzas Armadas, exagentes del orden, activistas, periodistas y personas "sospechosas" fueron llevados a la antigua colonia penal No. 52 en Olénivka o a la prisión de Izolyatsia en Donetsk.

## Demografía
La evolución de la población de Olénivka entre 2001 y 2021 fue la siguiente:
| 964                                                           | 779 | 757 | 751 | 751 |
| (Fuente: Cities & Towns of Ukraine y UKRAINE: Größere Städte) |     |     |     |     |

Según el censo de 2001, la lengua materna de la mayoría de los habitantes, el 87,45%, es el ruso; del 12,55% es el ucraniano.